# Reazione di accoppiamento di Negishi
La reazione di accoppiamento di Negishi è un processo di accoppiamento ossidativo che unisce un organozinco ad un organoalogenuro tramite l'utilizzo di un catalizzatore al nichel o al palladio. La reazione, descritta a partire dal 1977, viene utilizzata in chimica organica per la sintesi di molti prodotti, ed ha valso il premio Nobel per la chimica al suo scopritore, Ei-ichi Negishi.
La reazione è più generale rispetto ad altri metodi di accoppiamento, come quello di Suzuki o di Stille, perché l'organozinco è più reattivo. Possono quindi reagire anche atomi di carbonio ibridati sp3.

## Meccanismo di reazione
Il meccanismo di reazione prevede un'iniziale addizione ossidativa dell'alogenuro, seguita da una transmetallazione dell'organozinco. I due frammenti organici si trovano quindi sul catalizzatore, pronti per un'eliminazione riduttiva e la formazione del prodotto finale.